# Acaulona peruviana
Acaulona peruviana là một loài ruồi trong họ Tachinidae.